# Martin Gegenbauer
Martin Gegenbauer (* 1949 in Leutkirch) ist ein ehemaliger deutscher Orgelbauer mit Werkstattsitz in Wielazhofen im Allgäu.

## Leben
Martin Gegenbauer verbrachte seine Lehr- und Gesellenzeit ab 1971 bei der Firma Karl in Aichstetten. Während dieser Zeit sammelte er Erfahrungen bei neobarocken Modernisierungen an damals unerwünschten romantischen Instrumenten. Aufenthalte in Holland, Frankreich, der Schweiz und Norditalien sorgten für Anregungen. Nach seiner Meisterprüfung im Orgel- und Harmoniumbau 1980 machte sich Gegenbauer in Leutkirch selbständig. Gegenbauer besitzt zudem einen Meisterbrief im benachbarten Berufsfeld Schreinerei und Innenausbau. Aus gesundheitlichen Gründen gab Martin Gegenbauer sein Unternehmen ca. 2010 auf.
Zu seinen Vorfahren zählt der Königliche und Päpstliche Hofmaler Josef Anton von Gegenbauer.

## Werkliste (Auswahl)
Gegenbauers Stil orientiert sich in Technik, Mensur und Intonation an den französisch beeinflussten Werken von Riepp und Holzhey sowie am klassisch-französischen Orgelbau, durchsetzt mit regionalen süddeutschen Elementen.
| Jahr    | Ort                  | Gebäude                  | Bild | Manuale | Register | Bemerkungen                                                      |
| ------- | -------------------- | ------------------------ | ---- | ------- | -------- | ---------------------------------------------------------------- |
| 1983    | Friesenhofen         | St. Petrus und Paulus    |      | II(III) | 20       | Koppelmanual                                                     |
| 1984    | Kempten              | Private Hausorgel        |      | II      | 14       |                                                                  |
| 1984    | Hinznang             | St. Gertrud              |      | II      | 15       | Teilneubau                                                       |
| 1985    | Kempten              | Private Hausorgel        |      | II      | 10       |                                                                  |
| 1985    | Ursenwang            | Hl. Geist                |      | II(III) | 22       | Koppelmanual                                                     |
| 1986/87 | Leutkirch            | St. Martin               |      | III     | 52       | Teilneubau & Neuintonation elektr. Registertraktur               |
| 1987    | Anápolis (Brasilien) | Klosterkirche Santa Cruz |      | II(III) | 17       | Koppelmanual                                                     |
| 1988    | Berkheim             | St. Konrad               |      | II(III) | 26       | Koppelmanual, Gehäuse sowie vier Register von der Vorgängerorgel |
| 1989    | Deggenhausen         | St. Blasius              |      | II(III) | 22       | Koppelmanual, altes Gehäuse                                      |
| 1989    | Nadenberg            | St. Martin               |      | I       | 8        | Brüstungsorgel → Orgel                                           |
| 1990    | Birenbach            | Wallfahrtskirche         |      | II(III) | 22       | Koppelmanual                                                     |
| 1992    | Amtzell              | St. Johannes             |      | II(III) | 26       | Koppelmanual                                                     |
| 1992    | Horn                 | Maria Opferung           |      | II      | 11       |                                                                  |
| 1993    | Unterwachingen       | St. Cosmas               |      | II(III) | 17       | Koppelmanual, Rückpositiv-Gehäuse von 1743                       |
| 1994    | Reutlingendorf       | St. Sixtus               |      | II      | 16(18)   |                                                                  |
| 1996    | Ziegelbach           | Unsere Liebe Frau        |      | II(III) | 23       | Koppelmanual                                                     |
| 2002    | Heggelbach           | St. Nikolaus             |      | II      | 19       | Reorganisation und Neuintonation                                 |
| 2002/03 | Kempten              | Basilika St. Lorenz      |      | III     | 30       | Reorganisation und Neuintonation der Chororgeln                  |
| 2004    | Lehenbühl            | Maria Schnee             |      | II      | 14       | Gehäuse von 1815, Restaurierung & Neuintonation                  |